# RASA

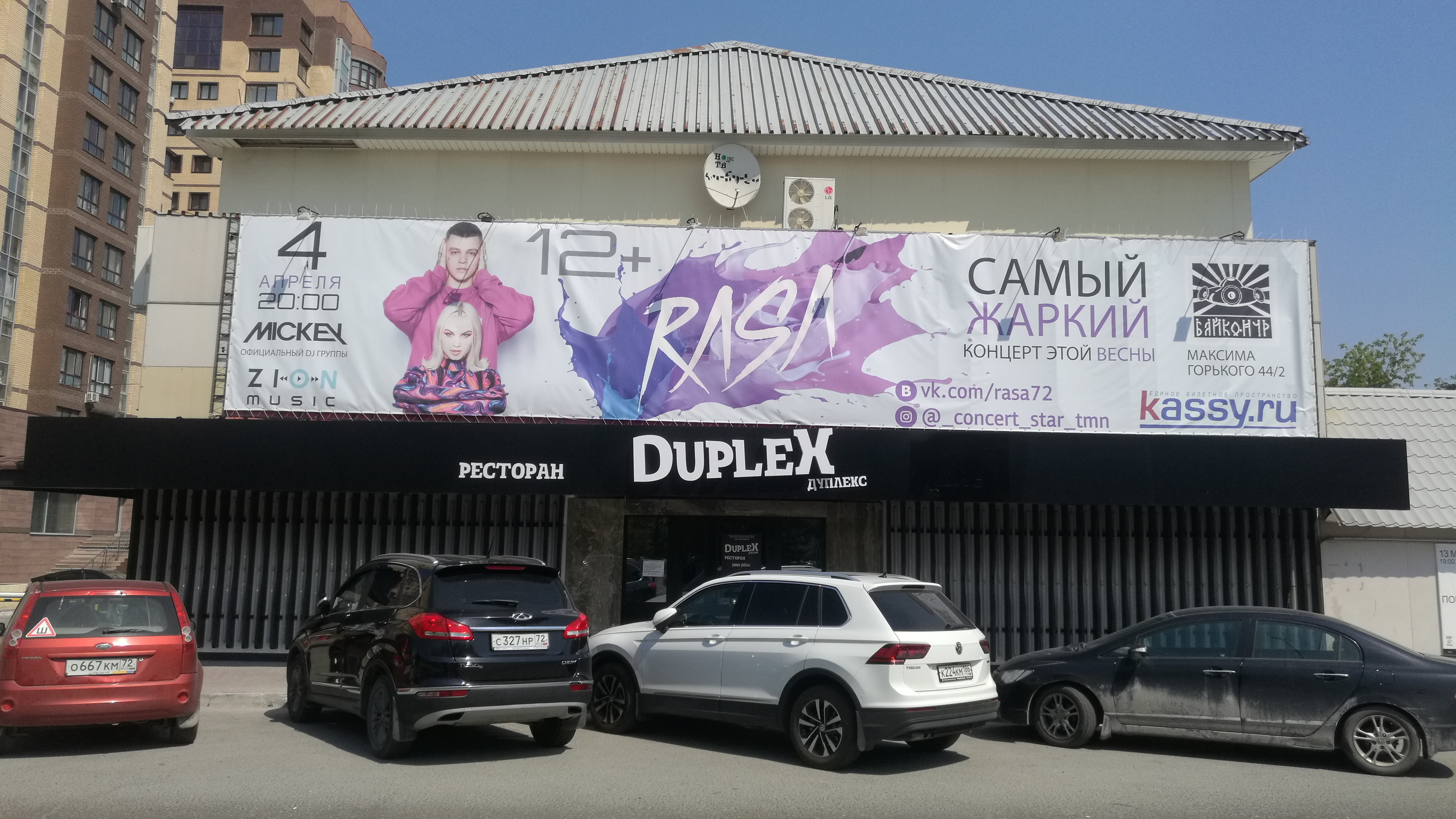
Реклама концерта RASA. г. Тюмень, 2020.

RASA — музыкальный дуэт, состоящий из супругов Виктора Поплеева и Дарьи Шейко, основанный в ноябре 2017 года. У пары 31 октября 2020 года родилась дочь Ева.
Стали известными в том же году с песней «Под фонарём», ставшей первой по популярности песней того года в социальных сетях.
25 марта 2021 года группа выпустила трек «Романтика», который, по мнению подписчиков и фанатов, считался последней работой группы. Но в своём последнем ролике сами участники группы объяснили, что это была шутка и деятельность группы RASA будет идти вместе с проектом DASHI.

## Дискография
| Оценки критиков | Оценки критиков |
| Источник        | Оценка          |
| --------------- | --------------- |
| InterMedia      | [ 6 ]           |

### Мини-альбомы
| Название            | Информация                                                                 | Примечание |
| ------------------- | -------------------------------------------------------------------------- | --- |
| PRIDE               | - Релиз: 6 декабря 2019 - Лейбл: Zion Music - Формат: Цифровая дистрибуция | \| № \| Название \| Длительность \| \| ------------------- \| ------------------- \| ------------ \| \| 1. \| «Алые-алые» \| 3:11 \| \| 2. \| «Как ты там?» \| 2:27 \| \| 3. \| «Сахар и чай» \| 2:30 \| \| 4. \| «Ягуар» \| 2:24 \| \| 5. \| «Уголёк» \| 2:55 \| \| 6. \| «Забери меня» \| 3:19 \| \| 7. \| «Кошка» \| 2:47 \| \| Общая длительность: \| Общая длительность: \| 18:13 \| |
| №                   | Название                                                                   | Длительность |
| 1.                  | «Алые-алые»                                                                | 3:11 |
| 2.                  | «Как ты там?»                                                              | 2:27 |
| 3.                  | «Сахар и чай»                                                              | 2:30 |
| 4.                  | «Ягуар»                                                                    | 2:24 |
| 5.                  | «Уголёк»                                                                   | 2:55 |
| 6.                  | «Забери меня»                                                              | 3:19 |
| 7.                  | «Кошка»                                                                    | 2:47 |
| Общая длительность: | Общая длительность:                                                        | 18:13 |

### Синглы
| Год          | Название                                                  | Дата релиза | Альбом      |
| ------------ | --------------------------------------------------------- | ----------- | ----------- |
| 2018         | «Под фонарём»                                             | 15 февраля  | без альбома |
| 2018         | «Молодыми»                                                | 22 марта    | без альбома |
| 2018         | «Болею»                                                   | 19 апреля   | без альбома |
| 2018         | «Витамин» (совм. с Kavabanga Depo Kolibri)                | 18 мая      | без альбома |
| 2018         | «Полицай»                                                 | 15 июня     | без альбома |
| 2018         | «Эликсир»                                                 | 6 июля      | без альбома |
| 2018         | «Химия»                                                   | 16 августа  | без альбома |
| 2018         | «Baby»                                                    | 26 октября  | без альбома |
| 2018         | «Dior»                                                    | 23 ноября   | без альбома |
| 2018         | «Давай замутим»                                           | 18 декабря  | без альбома |
| 2019         | «Яблочный сироп» (совм. с DJ Loyza)                       | 28 февраля  | без альбома |
| 2019         | «Power Bank»                                              | 29 марта    | без альбома |
| 2019         | «Фиолетово» (совм. с Kavabanga Depo Kolibri)              | 5 апреля    | без альбома |
| 2019         | «Супермодель» (совм. с VSEGDA17)                          | 7 июня      | без альбома |
| 2019         | «Пчеловод»                                                | 3 июля      | без альбома |
| 2019         | «Забери меня»                                             | 1 октября   | PRIDE       |
| 2019         | «Кошка»                                                   | 13 ноября   | PRIDE       |
| 2020         | «Эльдорадо»                                               | 13 февраля  | без альбома |
| 2020         | «Пьяная гитара»                                           | 3 марта     | без альбома |
| 2020         | «Рашн карантин»                                           | 5 мая       | без альбома |
| 2020         | «Баловать»                                                | 11 июня     | без альбома |
| 2020         | «Кукла»                                                   | 30 июля     | без альбома |
| 2020         | «Ледышка»                                                 | 5 ноября    | без альбома |
| 2021         | «Маримба» (совм. с Ханза & Oweek)                         | 10 февраля  | без альбома |
| 2021         | «По приколу»                                              | 12 марта    | без альбома |
| 2021         | «Романтика»                                               | 25 марта    | без альбома |
| 2021         | «Цунами» (совм. с Kavabanga Depo Kolibri)                 | 29 июня     | без альбома |
| 2021         | «Косички-вертолёт»                                        | 4 августа   | без альбома |
| 2022         | «Двое бывших»                                             | 25 марта    | без альбома |
| Проект DASHI |                                                           |             | без альбома |
| 2021         | «Ромашки»                                                 | 16 апреля   | без альбома |
| 2021         | «Дева Мария»                                              | 20 августа  | без альбома |
| 2021         | «Holy Mommy»                                              | 26 ноября   | без альбома |
| 2022         | «Абу-Даби»                                                | 18 февраля  | без альбома |
| 2022         | «PARTY»                                                   | 29 апреля   | без альбома |
| 2022         | «SOLO»                                                    | 27 мая      | без альбома |
| 2022         | «COCO»                                                    | 23 сентября | без альбома |
| 2022         | «Музыкальный бизнес»                                      | 28 октября  | без альбома |
| 2022         | «Sorry»                                                   | 16 декабря  | без альбома |
| 2023         | «Хочу»                                                    | 10 февраля  | без альбома |
| 2023         | «Париж»                                                   | 9 марта     | без альбома |
| 2023         | «Люли» (совм. с Бьянкой)                                  | 14 апреля   | без альбома |
| 2023         | «Я»                                                       | 2 июня      | без альбома |
| 2023         | «Крузер»                                                  | 21 июля     | без альбома |
| 2023         | «Неслучайно»                                              | 25 августа  | без альбома |
| 2023         | «Скукочечно»                                              | 6 октября   | без альбома |
| 2023         | «Дорого»                                                  | 22 декабря  | без альбома |
| 2024         | «Бигуди»                                                  | 12 января   | без альбома |
| 2024         | «К чёрту любовь»                                          | 23 февраля  | без альбома |
| 2024         | «Меломан» (совм. с Зомбом)                                | 5 апреля    | без альбома |
| Проект RASA  |                                                           |             |             |
| 2022         | «Patek Philippe» (совм. с DASHI)                          | 28 января   | без альбома |
| 2022         | «Кураж бомбей» (совм. с SAFIN)                            | 22 апреля   | без альбома |
| 2022         | «OFFLINE»                                                 | 13 мая      | без альбома |
| 2022         | «Львица»                                                  | 10 июня     | без альбома |
| 2022         | «Погудим»                                                 | 12 августа  | без альбома |
| 2022         | «Кайфай»                                                  | 14 октября  | без альбома |
| 2022         | «Не хочу домой» (совм. с DASHI)                           | 22 декабря  | без альбома |
| 2023         | «Нагуляться» (совм. с NLO)                                | 23 июня     | без альбома |
| 2023         | «Топай нога»                                              | 4 августа   | без альбома |
| 2023         | «Baby Tonight (кавер на песню Лады Дэнс)» (совм. с DASHI) | 1 декабря   | без альбома |
| 2024         | «Пулевой»                                                 | 26 января   | без альбома |

### Совместные синглы
| Год  | Название                 | Альбом      |
| ---- | ------------------------ | ----------- |
| 2018 | «BMW» (БЭ ПЭ feat. RASA) | без альбома |

## Видеография
| Год          | Клип                                         | Режиссёр                     | Альбом      |
| ------------ | -------------------------------------------- | ---------------------------- | ----------- |
| 2018         | «Под фонарём»                                | Денис Курочкин               | без альбома |
| 2018         | «Эликсир»                                    | Виктор Поплеев и Дарья Шейко | без альбома |
| 2018         | «Baby» (вертикальное видео)                  | Виктор Поплеев и Дарья Шейко | без альбома |
| 2018         | «Dior»                                       | Талгат Сафаров               | без альбома |
| 2019         | «Фиолетово»                                  | не указан                    | без альбома |
| 2019         | «Пчеловод»                                   | Максим Мурочкин              | без альбома |
| 2019         | «Кошка»                                      | Виктор Поплеев               | PRIDE       |
| 2020         | «Эльдорадо»                                  | Данила Волков                | не указан   |
| 2020         | «Пьяная гитара»                              | Талгат Сафаров               | не указан   |
| 2020         | «Рашн карантин»                              | не указан                    | не указан   |
| 2020         | «Кукла»                                      | не указан                    | не указан   |
| 2021         | «По приколу»                                 | не указан                    | не указан   |
| 2021         | «Цунами» (совм. с Kavabanga, Depo & Kolibri) | не указан                    | не указан   |
| 2022         | «Двое бывших»                                | не указан                    | не указан   |
| Проект DASHI |                                              |                              |             |
| 2021         | «Ромашки»                                    | Виктор Поплеев               | без альбома |
| 2021         | «Дева Мария»                                 | Талгат Сафаров               | без альбома |
| 2021         | «Holy Mommy»                                 | не указан                    | без альбома |
| 2022         | «Абу Даби»                                   | не указан                    | без альбома |
| 2022         | «PARTY»                                      | не указан                    | без альбома |
| 2022         | «COCO»                                       | не указан                    | без альбома |
| 2022         | «Музыкальный бизнес»                         | Виктор Поплеев               | без альбома |
| 2022         | «Sorry»                                      | не указан                    | без альбома |
| 2023         | «Люли» (совм. с Бьянкой)                     | Виктор Поплеев               | без альбома |
| 2023         | «Скучечно»                                   | не указан                    | без альбома |
| 2023         | «Дорого»                                     | DASHI                        | без альбома |
| 2024         | «К чёрту любовь»                             | Виктор Поплеев               | без альбома |
| 2024         | «Меломан» (совм. с Зомбом)                   | Виктор Поплеев               | без альбома |
| Проект RASA  |                                              |                              |             |
| 2022         | «Львица»                                     | не указан                    | без альбома |
| 2022         | «Погудим»                                    | Виктор Поплеев               | без альбома |
| 2022         | «Кайфай»                                     | не указан                    | без альбома |
| 2023         | «Топай нога»                                 | Виктор Поплеев               | без альбома |
| 2024         | «Пулевой»                                    | Виктор Поплеев               | без альбома |

«Под фонарём»

## Годовые чарты
| Песня                | Чарт (2018)                                     | Поз. | Ист.   |
| -------------------- | ----------------------------------------------- | ---- | ------ |
| RASA — «Под фонарём» | Apple Music Топ-100 в России: 2018 год          | 81   | [ 8 ]  |
| RASA — «Под фонарём» | TopHit Radio & YouTube – Top Year-End Hits 2018 | 148  | [ 9 ]  |
| RASA — «Под фонарём» | TopHit YouTube – Top Year-End Hits              | 28   | [ 10 ] |

## Премии и номинации
| Год  | Премия       | Категория    | Результат | Ист.   |
| ---- | ------------ | ------------ | --------- | ------ |
| 2019 | Премия RU.TV | Мощный старт | Номинация | [ 11 ] |

Премия Высшая лига Нового радио
- 2018 г — группа RASA, песня «Под фонарем»